# 박채화
박채화(1996년 4월 22일 ~ )는 대한민국의 전 축구 선수이다.